# Каналски Лом
Каналски Лом (на словенски: Kanalski Lom) е село в Словения, регион Горишка, община Толмин. Според Националната статистическа служба на Република Словения през 2015 г. селото има 88 жители.